# Benderovka
Benderovka (en rus: Бендеровка) és un poble (un possiólok) de l'óblast de Saràtov, a Rússia, segons el cens del 2010 tenia 7 habitants. Pertany al districte municipal d'Arkadak.